# Fatrowa
Fatrowa (słow. Fatrová) – szczyt w zachodnim grzbiecie Babek w słowackich Tatrach Zachodnich. Na Fatrowej grzbiet ten rozgałęzia się na trzy grzbiety opadające do dolnej części Doliny Guniowej i nad Kotlinę Liptowską:
- północny, niżej zakręcający na północny zachód grzbiet Omalenika oddzielający żleb Czerwony Skok od nienazwanego żlebu opadającego na polanę Hucisko,
- zachodni, opadający do dolnej części Doliny Guniowej. Oddziela wyżej wymieniony żleb od Doliny Dobroszowej. W dolnej części rozgałęzia się on na dwa ramiona obejmujące Kamienny Żleb uchodzący do Doliny Suchej Sielnickiej. Orograficznie lewe ramię to Wyżnia Kopa (Kamenné[3]), prawe – Niżnia Kopa[4],
- południowo-zachodni z wierzchołkiem Opalenicy, kończący się nad wylotem Doliny Suchej Sielnickiej. Oddziela Dolinę Dobroszową od Doliny Halnej.

Fatrowa jest całkowicie zalesiona, skalisty jest tylko jej wierzchołek od południowej strony i początkowa część grani do Opalenicy. Nie prowadzą przez nią żadne szlaki turystyczne. Cały ten rejon znajduje się na obszarze ochrony ścisłej Rezervácia Suchá dolina.